# Francisco Machado de Faria e Maia
Se procura o historiador Francisco Machado de Faria e Maia (1876-1959), veja Francisco de Ataíde Machado de Faria e Maia.
Francisco Machado de Faria e Maia ComNSC (Ponta Delgada, 27 de Setembro de 1815 — Ponta Delgada, 6 de Maio de 1890), 1.º Visconde de Faria e Maia, foi um rico proprietário rural e um importante político açoriano com um relevante papel nos acontecimentos que precederam o movimento autonomista que em 1895 levou à autonomia administrativa dos Açores.

## Biografia
Foi filho do morgado José Inácio Machado de Faria e Maia (1793-1881), um dos mais ricos proprietários da ilha de São Miguel, e de Maria do Carmo de Mendonça Valadares de Matos e Góis de Albergaria Caupers, filha de Pedro José Caupers, o último donatário das Flores e do Corvo. Era sobrinho do eclesiástico e deputado Bernardo do Canto Machado de Faria e Maia (1797-1841) e irmão do também deputado Mariano Augusto Machado de Faria e Maia (1843-1917).
Muito jovem foi enviado para Lisboa, onde estudou no Colégio dos Nobres.
Ao casar a 21 de Dezembro de 1837 com uma sua tia paterna, Teresa Clara de Jesus Cardoso Machado de Faria e Maia, filha da morgada Helena Vitória Máxima da Câmara e Noronha Machado Faria e Maia e do seu segundo marido, o desembargador Vicente José Ferreira Cardoso da Costa, reuniu aos já avultados bens paternos os de outro ramo igualmente abastado da família, o que o tornou num dos mais ricos proprietários da ilha de São Miguel e por consequência dos Açores.
Construiu um palacete na Arquinha, então arredores de Ponta Delgada, onde se instalou. Foi feito Moço Fidalgo da Casa Real com exercício no Paço, Comendador da Real Ordem Militar de Nossa Senhora da Conceição de Vila Viçosa a 16 de Janeiro de 1865, e já no fim da sua vida foi agraciado pelo rei D. Carlos I de Portugal com o título de 1.° Visconde de Faria e Maia, por Carta de 27 de Fevereiro de 1890, registada postumamente por Decreto de 16 de Abril de 1891.
Usava por Armas um escudo esquartelado, o 1.° de Faria, o 2.° Machado, o 3.° Cabral e o 4.° de Melo, tendo por diferença uma brica de prata carregada com um trifólio de verde, com timbre de de Faria e coroa de Visconde.
Entre os seus numerosos filhos contam-se os deputados Augusto Caupers Machado de Faria e Maia (1831-1903) e Francisco Caupers Machado de Faria e Maia (1841-1923), ambos influentes políticos das últimas décadas do século XIX. No título foi sucedido por Vicente Machado de Faria e Maia, 2.º Visconde de Faria e Maia.